# Ателектотраума
Ателектотраума је повреда плућа повезана са поновљеним отварањем и затварањем (активирањем и колапсом) оштећених алвеола плућа током механичке вентилације.

## Етиопатогенеза
Механичка вентилација при малим (апсолутним) запреминама плућа може да изазове повреду плућа кроз више механизама, као што су:
- понављајуће отварање и затварање дисајних путева и плућних јединица.[2][3]
- ефекти на функцију сурфактанта,[4]
- регионална хипоксија.

У овим случајевима настаје карактеристична повреда плућа са  љуштењем епитела, стварњем хијалинске мембране и плућног едема која је названа „ателектраума“.
Ателектраума је појачана у плућима, у којима постоје изражене хомогености у вентилацији. Од пре много деценија, показано је да силе истезања у плућном паренхима на маргинама између аерираних и ателектатских региона могу бити и до четири до пет пута веће од оних у другим плућним регионима.